# Własowce (rejon janowski)
Własowce (biał. Уласаўцы, Ułasaucy; ros. Власовцы, Własowcy) – wieś na Białorusi, w obwodzie brzeskim, w rejonie janowskim, w sielsowiecie Odryżyn.

## Historia
W dwudziestoleciu międzywojennym leżały w Polsce, w województwie poleskim, w powiecie drohickim, w gminie Odryżyn. W 1921 miejscowość liczyła 217 mieszkańców, zamieszkałych w 44 budynkach, w tym 147 Białorusinów, 35 tutejszych, 33 Żydów i 2 Polaków. 182 mieszkańców było wyznania prawosławnego, 33 mojżeszowego i 2 rzymskokatolickiego.
Po II wojnie światowej w granicach Związku Sowieckiego. Od 1991 w niepodległej Białorusi.